# Lemniscata
In geometria algebrica, la parola lemniscàta si riferisce a ogni curva a forma di otto orizzontale, {\displaystyle \infty }, tra le quali la più nota è la lemniscata di Bernoulli. Il nome alla curva fu dato dallo stesso Bernoulli e la sua etimologia deriva dal vocabolo latino lemniscus (coniato a sua volta dal greco λημνίσκος, lemníscos), che nell'antica Roma rappresentava una sorta di nastro ornamentale per le corone. Il termine è talvolta utilizzato per rifarsi al simbolo matematico {\displaystyle \infty }, che si riferisce all'infinito.

John Wallis, (1616 – 1703) 1655
ovali di Giovanni Domenico Cassini (1625 – 1712), 1680
di Jakob Bernoulli (1655 - 1705),  1694
di Camille-Christophe Gerono (1799 – 1891)
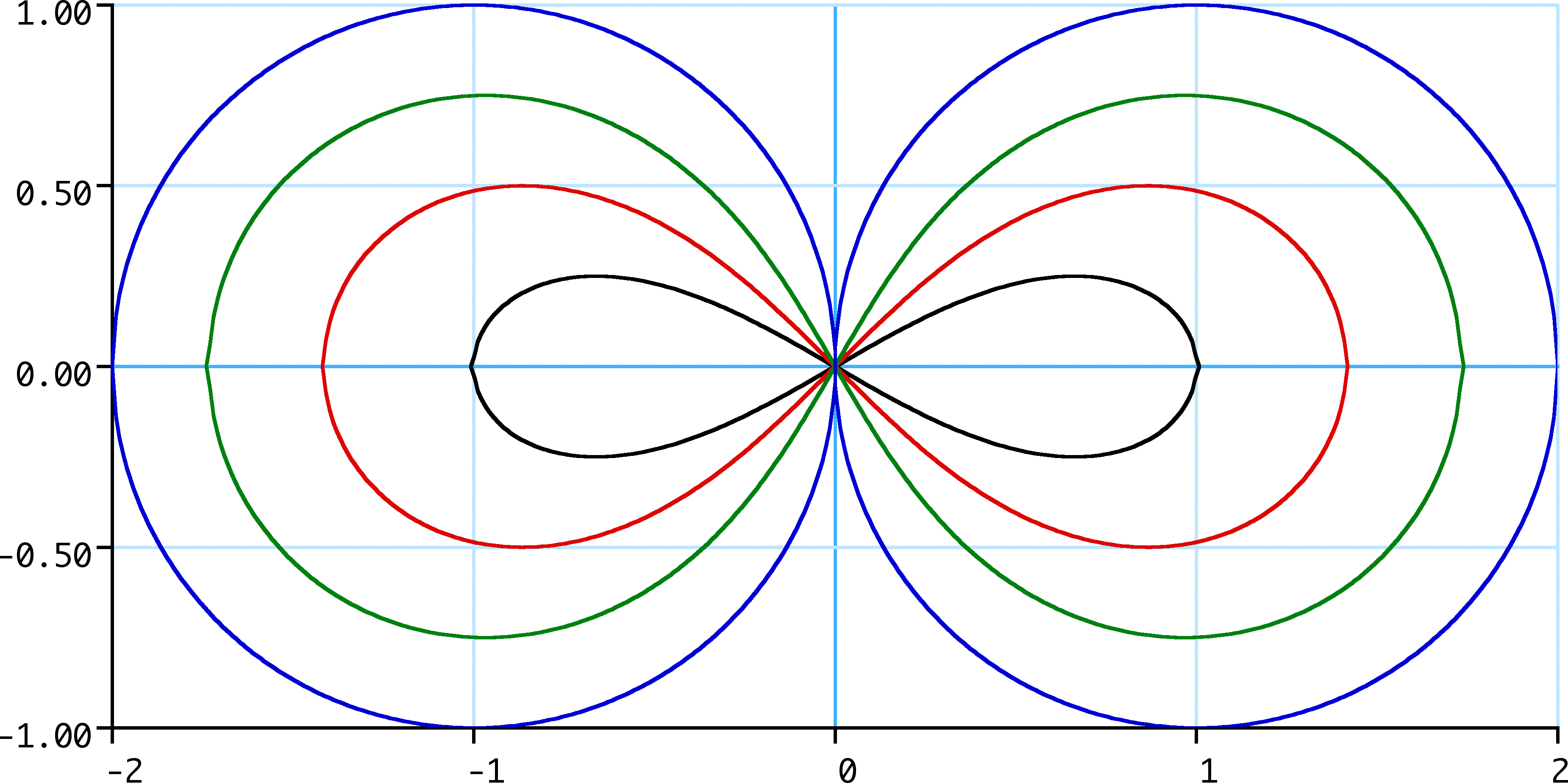
di James Booth (1806–1878)

## Informatica
Il simbolo {\displaystyle \infty } può essere scritto:
- in ambiente Microsoft Windows, premendo in successione i tasti 2, 3 e 6 oppure +, 2, 2, 1 ed e (del tastierino numerico), mentre si tiene premuto il tasto Alt;
- in ambiente Linux (X11), premendo in successione i tasti u, 2, 2, 1 ed e, mentre si tengono premuti i tasti Ctrl ed Alt oppure in altri sistemi Ctrl ed ⇧ Maiusc ;
- in ambiente Apple Macintosh, premendo contemporaneamente i tasti Alt e g.